# Oostkerk (Waals-Brabant)
Oostkerk (Frans: Oisquercq) is een dorp in de Belgische provincie Waals-Brabant en een deelgemeente van Tubeke. Tot 1 januari 1971 was het een zelfstandige gemeente.

## Geschiedenis
In de 19e eeuw is het Kanaal Brussel-Charleroi dwars door Oostkerk gegraven. Aan de oevers kwam later het staalbedrijf Forges de Clabecq.

## Bezienswaardigheden
- De Sint-Martinuskerk (Église Saint-Martin) is een voornamelijk gotisch kerkgebouw met een toren in schisteuze zandsteen uit de 12e of begin 13e eeuw, in romaanse stijl. Midden 17e eeuw is hiervan het schip in baksteen verhoogd.

## Natuur en landschap
Oisquercq ligt aan de oude loop van het Kanaal Charleroi-Brussel, die in de vallei van de Samme werd uitgegraven. Men vindt er enkele bossen zoals het Bois d'Oisquercq. De hoogte aan de kerk bedraagt 58 meter.

## Politiek

### Lijst van burgemeesters
- ?-1830: Nicolas-Dieudonné Balieu[1][2]
- Simonet[3]
- Charles-Ignace-Joseph van Hoobrouck te Walle[4]
- ?-1922: baron F. van Hoobrouck d'Aspre[5]
- Edmond Sottiaux[6]

## Demografische ontwikkeling
- Bronnen:NIS, Opm:1831 tot en met 1961=volkstellingen

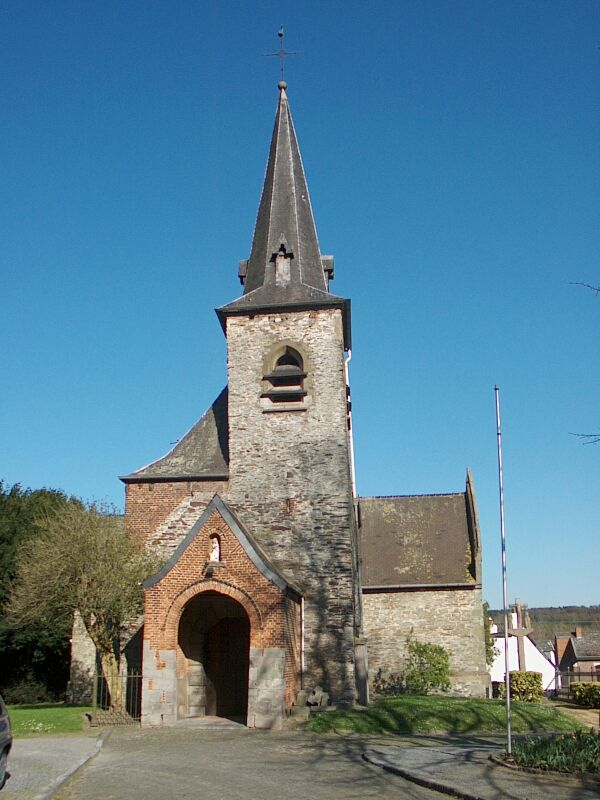
Sint Martinuskerk

## Openbaar vervoer
TEC Waals Brabant : lijn 474 (Tubeke - Itter - Tubeke) (geëxploiteerd door Cardona & Deltenre).
Tot 1984 was er ook een treinstation in het dorp.

## Nabijgelegen kernen
Tubize, Clabecq, Ittre, Virginal-Samme